# Alex Niederhäuser
Alex Niederhäuser (* 1991) ist ein Schweizer Kinderdarsteller aus Hochdorf LU.
Alex Niederhäuser stammt aus dem Kanton Luzern und spielte 2005 im Schweizer Kinderfilm Mein Name ist Eugen mit. In dieser Verfilmung eines als Schweizer Klassiker geltenden Jugendbuches von Klaus Schädelin, die in zwei Kategorien mit dem Schweizer Filmpreis ausgezeichnet wurde, interpretierte er die Hauptrolle des Eduard.
Alex Niederhäuser schloss eine Ausbildung zum Metzger ab und lebt mit seiner Freundin in Oberkirch LU.